# Elaeagia mariae
Elaeagia mariae là một loài thực vật có hoa trong họ Thiến thảo. Loài này được Wedd. mô tả khoa học đầu tiên năm 1849.